# Паул Тилих
Паул Йоханес Тилих (на немски: Paul Johannes Tillich) е германо-американски теолог и философ. Според Тилих религията е „пределна грижа“ (ultimate concern) – това, което е от върховна важност за човека и което придава смисъл на неговото съществуване. Считан е за един от най-влиятелните протестантски богослови, религиозни философи и мислители на ХХ век.

## Биография
Роден е на 20 август 1886 година в Щарцедел, Бранденбург, в семейството на лутерански пастор. Следва богословие в университетите на Берлин, Тюбинген и Хале. Защитава докторат през 1911 г.
По време на Първата световна война е свещеник на фронта. Разтърсващите преживявания от войната го заставят да промени цялостно ориентацията на своя светоглед.
От 1924 г. е професор по богословие в университетите на Марбург, Дрезден и Лайпциг, от 1928 преподава философия и социология във Франкфурт, но през 1933 г. е уволнен заради критиките си срещу нацизма. Същата година емигрира в САЩ, където по покана на Райнхолд Нибур започва да преподава в Обединената теологическа семинария на САЩ. През този период издава и най-известните си книги The Courage to Be (1952) и Dynamics of Faith, в които представя проблемите на теологията и модерната култура на широката публика.
Сред теолозите е известен с тритомния си труд Systematic Theology, в който разработва своя метод за корелация: подход за изследване символите на християнските откровения, като отговор на проблемите на човешкото съществуване, повдигнати от модерния екзистенциален философски анализ.
През 1954 г. Тилих става професор в Теологическото училище на университета в Харвард, а от 1962 до смъртта си преподава в Чикагския университет.
Умира на 22 октомври 1965 година в Чикаго на 79-годишна възраст.